# Bản Khê Thủy Động

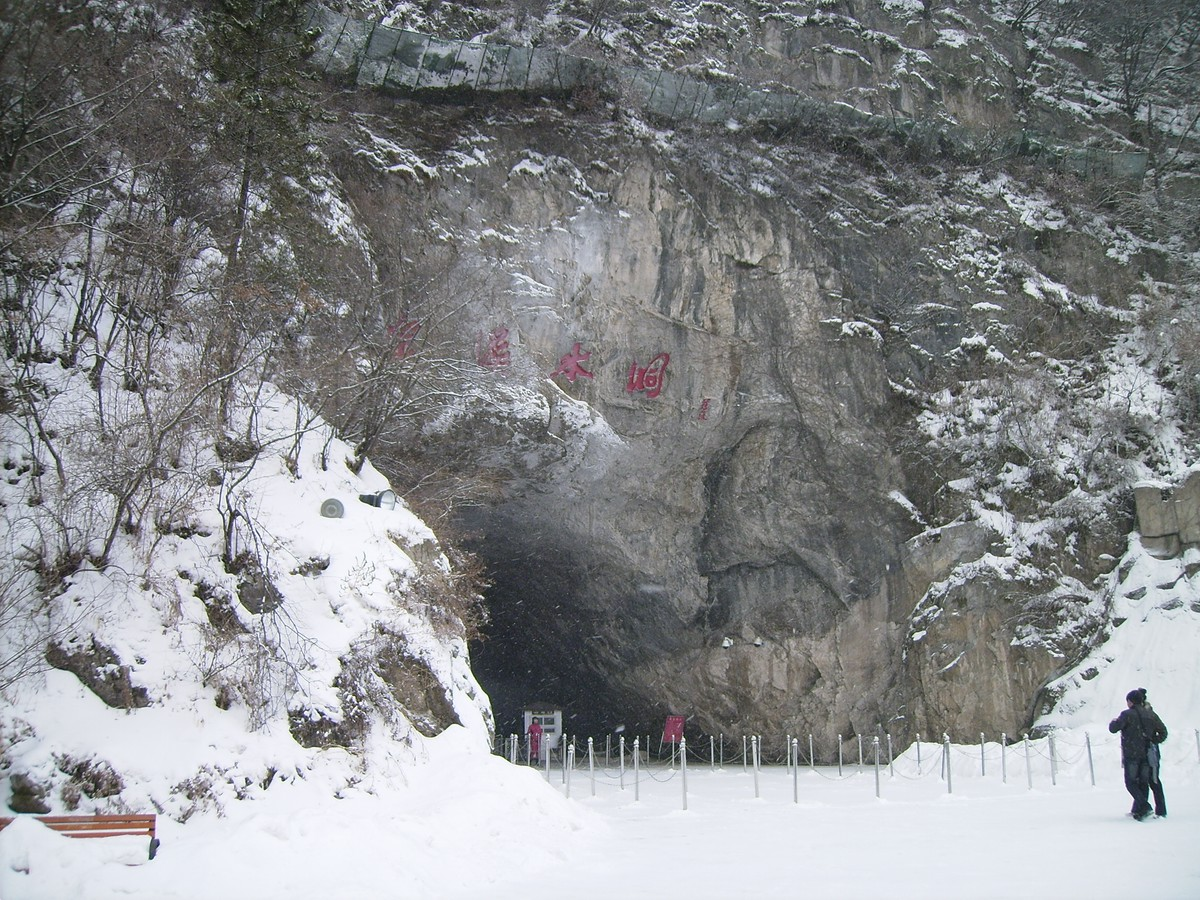
Lối vào Bản Khê Thủy Động.

Bản Khê Thủy Động hay Động nước Bản Khê (tiếng Trung: 本溪水洞; bính âm: Běnxī Shuǐdòng) là hệ thống hang động một phần ngập nước có chứa một rừng các thạch nhũ và măng đá nằm về cách 30 km về phía đông của Bản Khê, tỉnh Liêu Ninh, Trung Quốc. Nó được xếp hạng là vườn quốc gia vào ngày 10 tháng 1 năm 1994 và mở cửa cho du khách tham quan quanh năm. Ngoài ra, nó cũng được xếp hạng là Thắng cảnh loại AAAAA, xếp hạng cao nhất của danh lam thắng cảnh bởi Tổng cục Du lịch Trung Quốc (CNTA) vào năm 2015.
Quần thể hang động này có niên đại lên tới 5 triệu năm tuổi được chiếu sáng bằng đèn màu tổng chiều dài trên 5.800 m (3,6 mi) với đoạn rộng nhất là 70 m (230 ft), chiều cao tối đa là 38 m (125 ft), tổng diện tích 36.000 m2 (8,9 mẫu Anh) và thể tích 400,000 m3 (523,180 yd khối). Nó có một con sông ngầm dài 3.000 m (1,9 mi) có độ sâu trung bình là 1,5 m (4,9 ft), nơi sâu nhất đạt 7 m (23 ft), lưu lượng đạt 14.000 m3 (3.700.000 gal Mỹ). Hiện tại mới chỉ phát triển 2.800 m (1,7 mi) cho du lịch với một âu tàu dài 300 mét và diện tích 1.000 m2 (11.000 foot vuông) ngay lối vào, đủ để neo đậu 40 chiếc thuyền.  Nhiệt độ bên trong hang động không đổi trong suốt cả năm, chỉ là 12 °C (54 °F), dù mùa hè có ấm hơn chút so với mùa đông.
Trong quá khứ, con người đã khám phá ra hang động này. Các nhà khảo cổ đã khám phá ra những hiện vật thời kỳ đồ đá mới cách đây 10.000 năm bao gồm các công cụ, xương động vật. Một số hiện vật khác bao gồm tiền, đồ gốm từ năm 4000-400 TCN.